# Хадсон, Томас
То́мас Ха́дсон (англ. Thomas Hudson; 1701 — 26 января 1779, Туикенем) — английский живописец-портретист.

## Биография
Томас Хадсон родился в графстве Девон в 1701 году. Точное его место рождения — неизвестно.
Учился искусству живописи у Джонатана Ричардсона в Лондоне и против его желания женился на его дочери.
Наибольшая активность художника пришлась на период между 1740 и 1760 годы. С 1745 по 1755 год Томас Хадсон был одним из самых популярных в Лондоне портретистов.
У него было много помощников и учеников, занятых оформлением его полотен, так драпировку за него писал художник Иосиф ван Aкен, оформляли Джошуа Рейнольдс, Джозеф Райт, Джон Гамильтон Мортимер, Питер Томс и др.
В 1748 посетил Нидерланды, затем в 1752 — Италию. В 1753 он купил дом в Туикенем и в конце 1750-х годов отошёл от живописи.
Его обширная частная коллекция произведений искусства была продана на трёх аукционах.

## Галерея

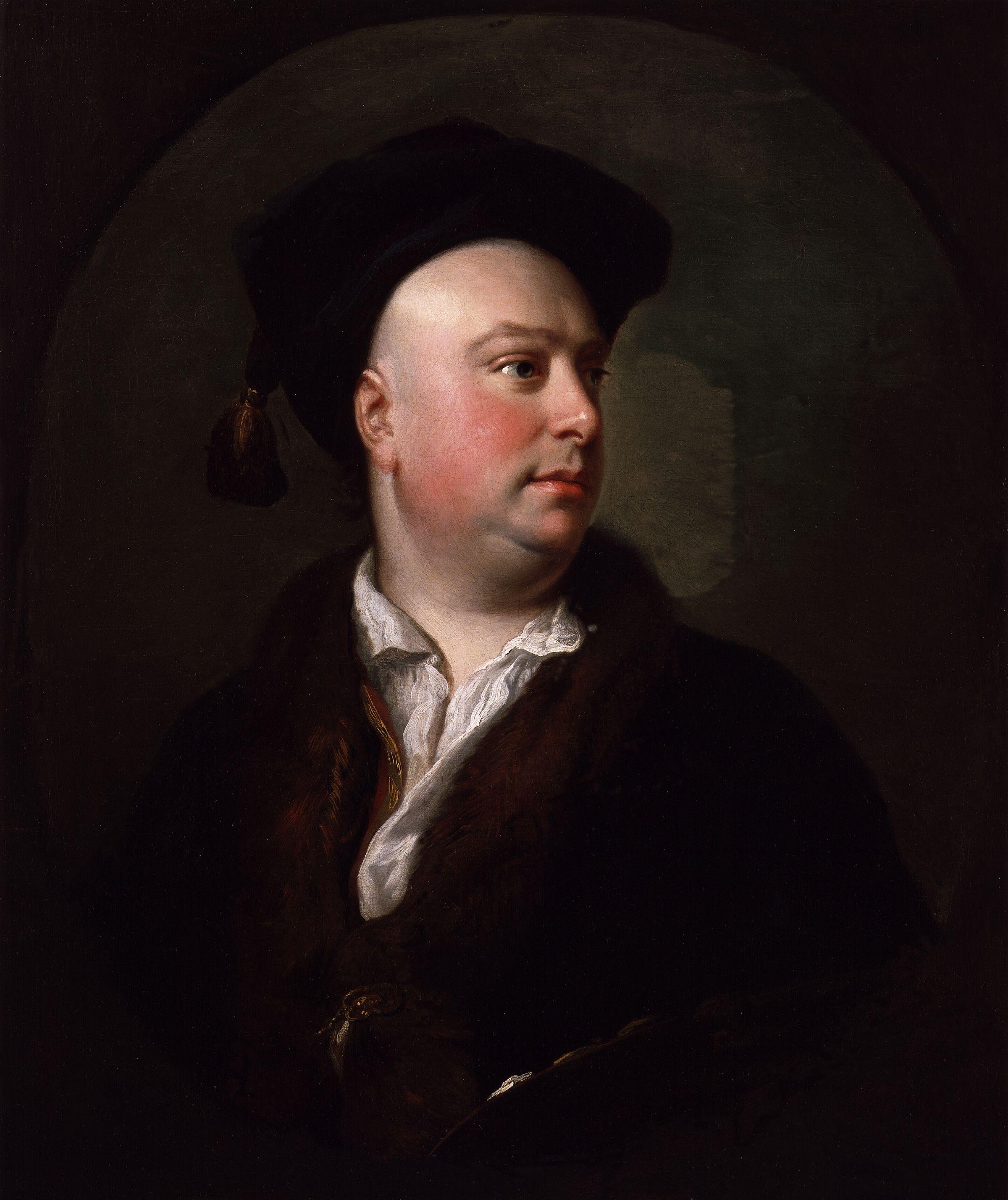
Александр ван Акен
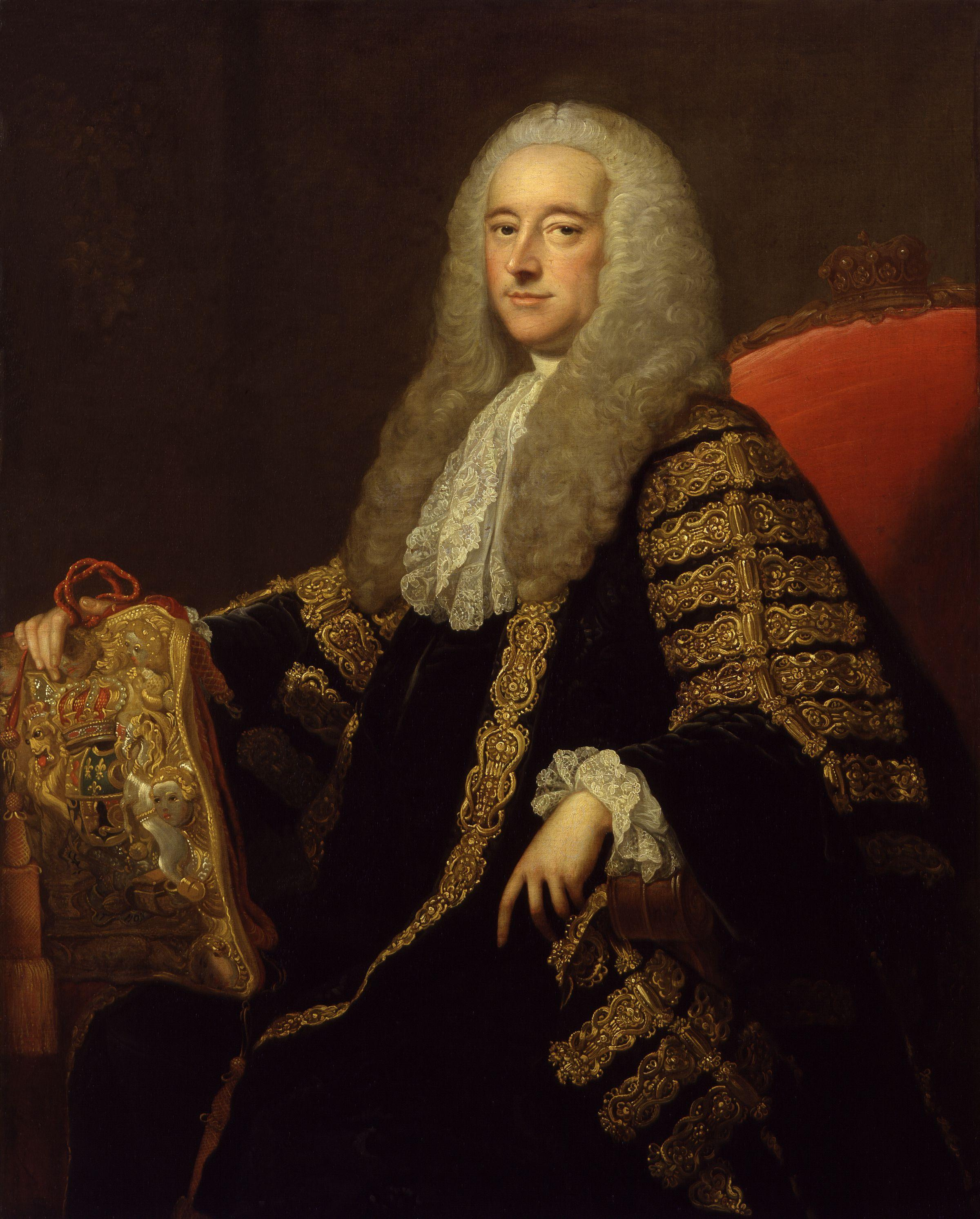
Лорд-канцлер  Великобритании Роберт Хенли, 1-й граф Нортингтон
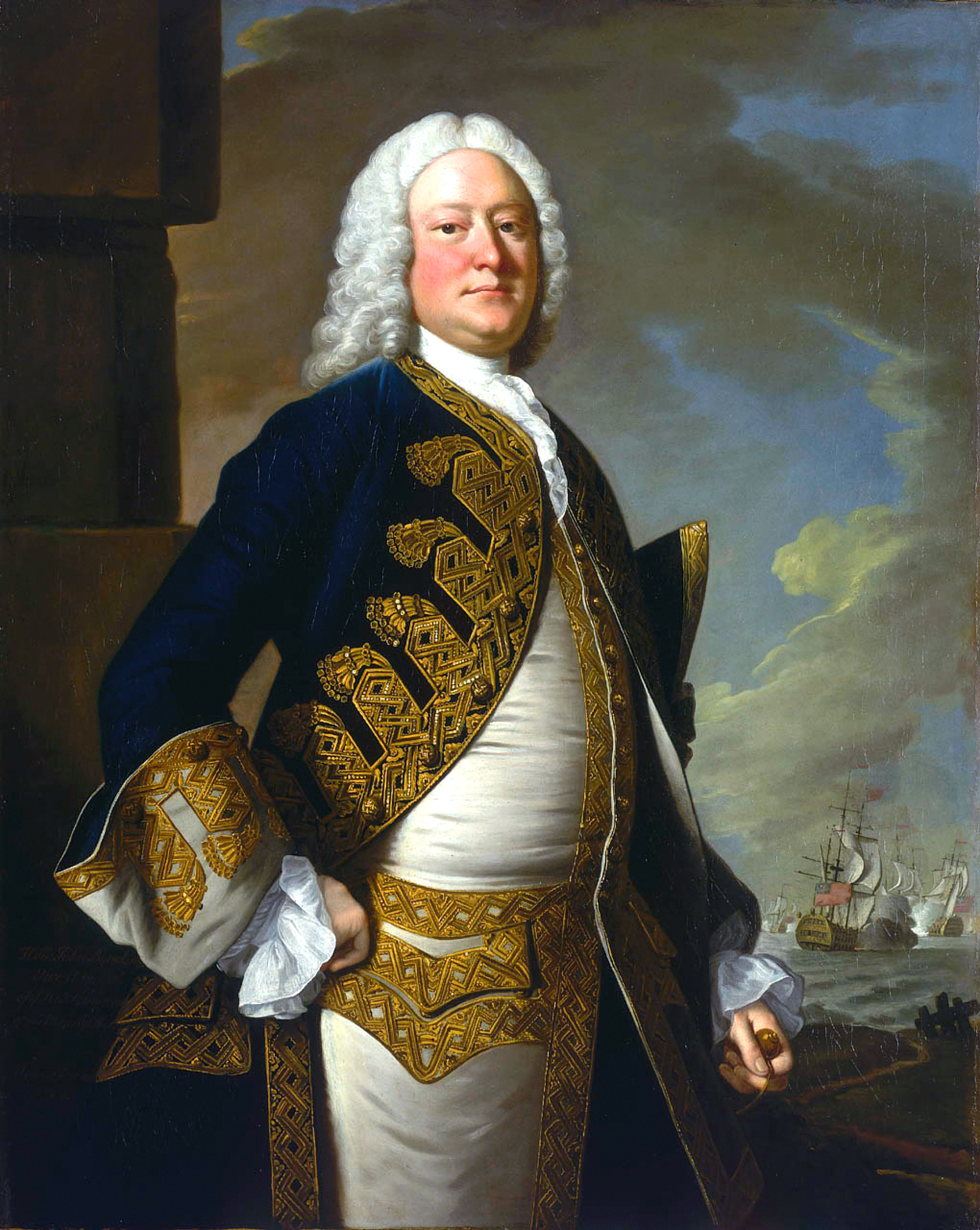
Адмирал Джон Бинг
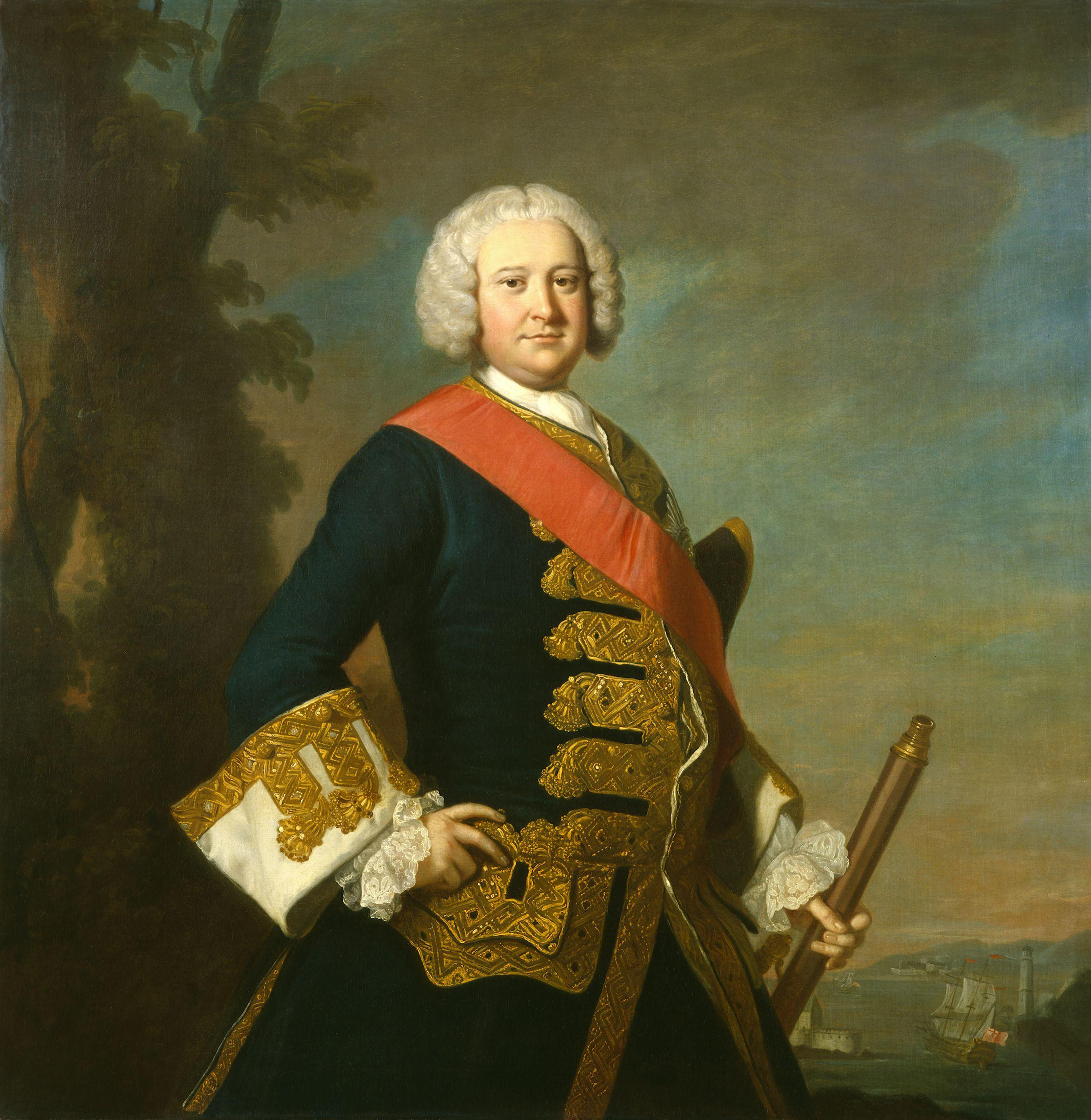
Сэр Питер Уоррен.
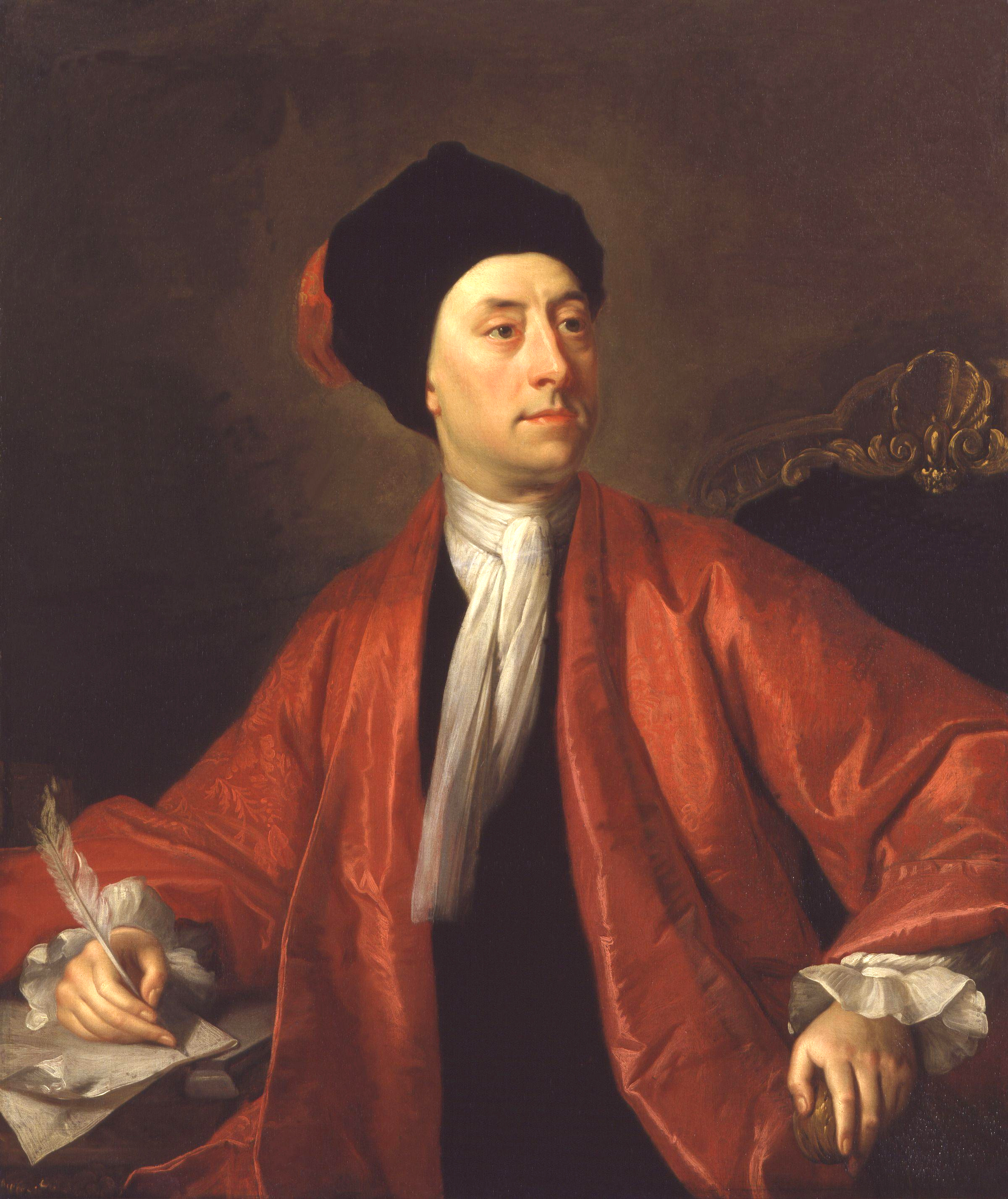
Поэт и дипломат Мэтью Прайор
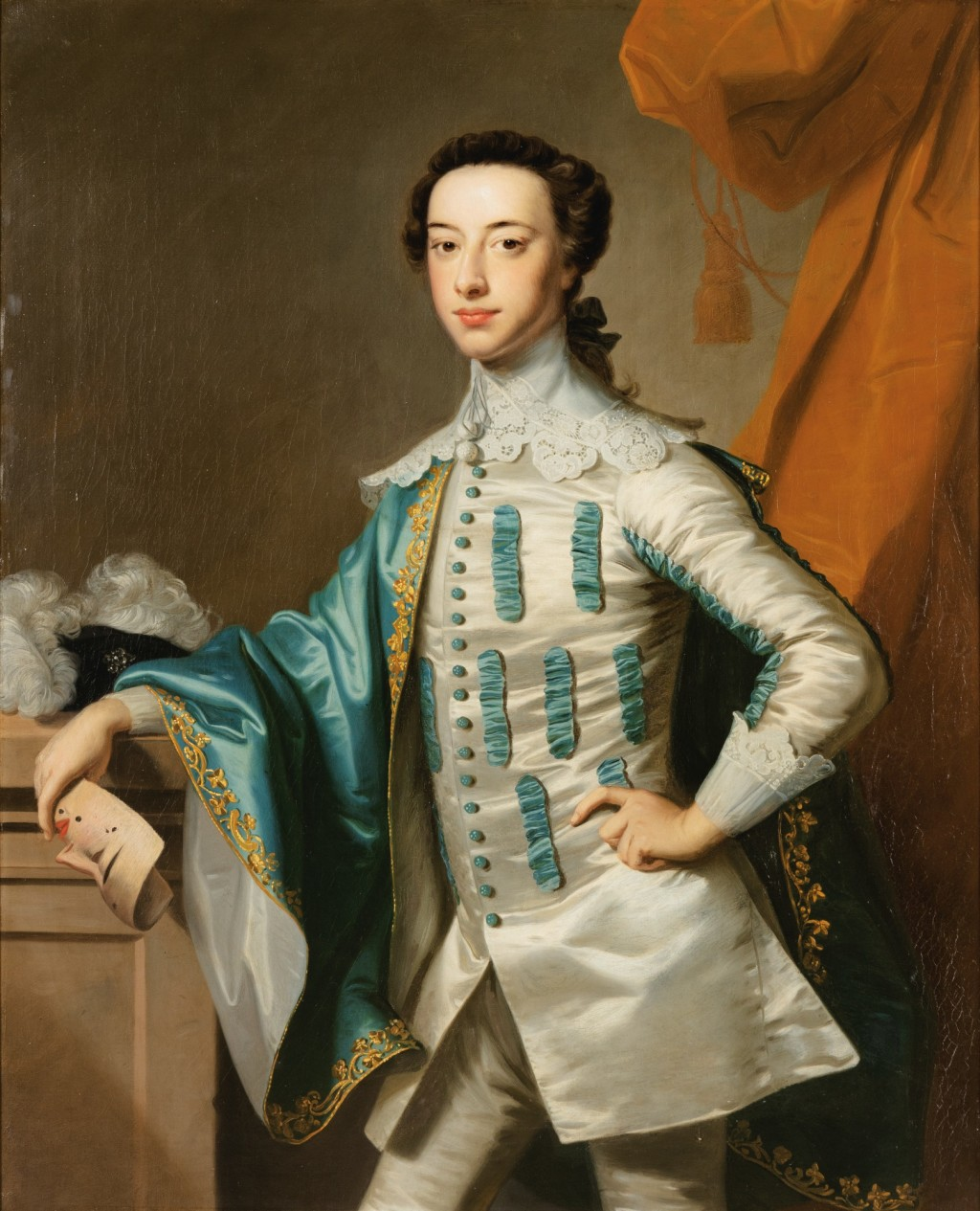
Джеймс Лоутер, 1-й граф Лонсдейл